# 664 Judith
A 664 Judith egy a Naprendszer kisbolygói közül, amit August Kopff fedezett fel 1908. június 24-én.